# Lovell (Wyoming)
Lovell és una població del Comtat de Big Horn (Wyoming) als Estats Units.

## Demografia
Segons el cens dels Estats Units del 2000 Lovell tenia 2.281 habitants., 896 habitatges, i 613 famílies. La densitat de població era de 823,1 habitants/km².
Dels 896 habitatges en un 31,9% hi vivien nens de menys de 18 anys, en un 54,9% hi vivien parelles casades, en un 9,6% dones solteres, i en un 31,5% no eren unitats familiars. En el 27,7% dels habitatges hi vivien persones soles el 15,6% de les quals corresponia a persones de 65 anys o més que vivien soles. El nombre mitjà de persones vivint en cada habitatge era de 2,55 i el nombre mitjà de persones que vivien en cada família era de 3,14.
Per edats la població es repartia de la següent manera: un 29,2% tenia menys de 18 anys, un 9,8% entre 18 i 24, un 22% entre 25 i 44, un 21,5% de 45 a 60 i un 17,6% 65 anys o més.
L'edat mediana era de 36 anys. Per cada 100 dones de 18 o més anys hi havia 94,9 homes.
La renda mediana per habitatge era de 30.745 $ i la renda mediana per família de 35.815 $. Els homes tenien una renda mediana de 30.698 $ mentre que les dones 20.313 $. La renda per capita de la població era de 13.772 $. Entorn de l'11% de les famílies i el 14,9% de la població estaven per davall del llindar de pobresa.

## Poblacions properes
El següent diagrama mostra les poblacions més properes.